# Plumbaginaceae
Plumbaginaceae је фамилија дикотиледоних биљака из реда Caryophyllales. Обухвата 25 родова са око 850 врста, распоређених у две монофилетске потфамилије. Фамилија Plumbaginaceae је универзално прихваћена у ботаничким класификационим схемама, али се у њима положај фамилије и њене филогенетске афилијације разликују. Фамилија Plumbaginaceae сродна је са фамилијом троскота (Polygonaceae).
Фамилија је распрострањена космополитски, са највише представника у Средоземљу и средњој Азији. Познати представници су бабина свила (Armeria), плумбаго (Plumbago), мрежавица (Limonium) и вражемил (Goniolimon collinum). Велики број врста узгаја се ради украшавања дворишта или прављења икебана. Врањемил или блитвина (Plumbago europaea) се користи у народној медицини.